# Zamarada discata
Zamarada discata är en fjärilsart som beskrevs av Fletcher 1974. Zamarada discata ingår i släktet Zamarada och familjen mätare. Inga underarter finns listade i Catalogue of Life.